# 馬弗拉克省
馬弗拉克省（阿拉伯语：‎）是約旦的一個省份，位於該國東北部，北鄰敘利亞，東鄰伊拉克，南鄰沙烏地阿拉伯。面積26,435平方公里，2004年人口240,515人。首府馬弗拉克。下分5區。
1. ↑  . hdi.globaldatalab.org.   [2018-09-13] （英语）.